# Erythrochlamys
Erythrochlamys és un gènere d'angiospermes que pertany a la família de les lamiàcies.

## Taxonomia
- Erythrochlamys cufodontii
- Erythrochlamys fruticosa
- Erythrochlamys kelleri
- Erythrochlamys leucosphaera
- Erythrochlamys nivea
- Erythrochlamys nummularia
- Erythrochlamys spectabilis